# Sicaya (Bolivia)
Sicaya es una localidad y municipio de Bolivia, ubicado en la provincia de Capinota del departamento de Cochabamba. El municipio tiene una superficie de 174,15 km² y cuenta con una población de 3.740 habitantes (según el Censo INE 2012). La localidad se encuentra a 24 km al sur del pueblo de Villa Capinota y a 88 km en carretera de la ciudad de Cochabamba, la capital departamental. Cuenta con 20 comunidades, de las cuales 18 son consideradas campesinas.
Sicaya fue creado como municipio mediante Ley N° 631 de 31 de agosto de 1984 durante la presidencia de Hernán Siles Zuazo.

## Geografía
El municipio de Sicaya tiene una superficie de 174,15 km², lo que representa el 11,65% de la superficie total de la provincia. Se ubica en la parte suroeste de la provincia de Capinota al sur del departamento de Cochabamba, entre el Altiplano boliviano al oeste y la Cordillera Oriental al norte y al noreste. Limita al norte con la provincia de Quillacollo, al oeste y al sur con la provincia de Arque, y al este con el municipio de Villa Capinota. 
Su topografía se caracteriza por ser accidentada, con serranías y valles estrechos que forman microclimas, la mayoría de ríos intermitentes que forman llanuras aluviales de inundación.
Su clima es mesotérmico con invierno seco y una temperatura media anual de 17 °C. Sus ríos más importantes son el río Sapa, Arque, Sayari Mayu y Jankha Khala.

## Demografía
De acuerdo con el censo boliviano de 2024, la población del municipio de Sicaya es de 3 949 habitantes.
La población del municipio aumentó en más de la mitad entre 1992 y 2024:
| Año  | Habitantes (municipio) | Fuente |
| ---- | ---------------------- | ------ |
| 1992 | 2391                   | Censo  |
| 2001 | 2235                   | Censo  |
| 2012 | 3740                   | Censo  |
| 2024 | 3949                   | Censo  |

## Economía
El principal movimiento económico del municipio de Sicaya es la agricultura, favorecida por las características de sus suelos, la disponibilidad de agua para riego, los conocimientos y prácticas de los productores y la adaptabilidad de las variedades utilizadas. Los principales cultivos son la papa, maíz y trigo. Luego en orden de importancia le sigue la actividad pecuaria que en su mayor parte está destinada al consumo doméstico, con la cría de ganado ovino, caprino, porcino y aves.
Como atractivos turísticos en el municipio se destacan la presencia de fuentes de aguas termales con propiedades medicinales en la localidad de Orcoma y molinos de piedra de la época incaica en la comunidad de Falsuri, además de otros lugares con paisajes paradisiacos que se constituyen en potenciales turísticos.

## Transporte
Sicaya se ubica al suroeste, a 86 kilómetros por carretera de Cochabamba, la capital del departamento.
Desde Cochabamba parte hacia el oeste la carretera asfaltada Ruta 4, que se une a la Ruta 1 en Caracollo y que cruza el Altiplano de norte a sur. A 37 km al suroeste de Cochabamba, un camino rural sin pavimentar se bifurca en dirección sureste cerca de Parotani y después de 30 kilómetros llega al pueblo de Villa Capinota. El camino continúa otros diecisiete kilómetros por Irpa Irpa y Orcoma, pasando el río Arque hasta Kara Kara, donde se cruza el cauce en la desembocadura del río Sapo Mayu en Sicaya, a dos kilómetros de distancia.